# Tôn giáo tại Trung Quốc
Tôn giáo tại Trung Quốc (2014)

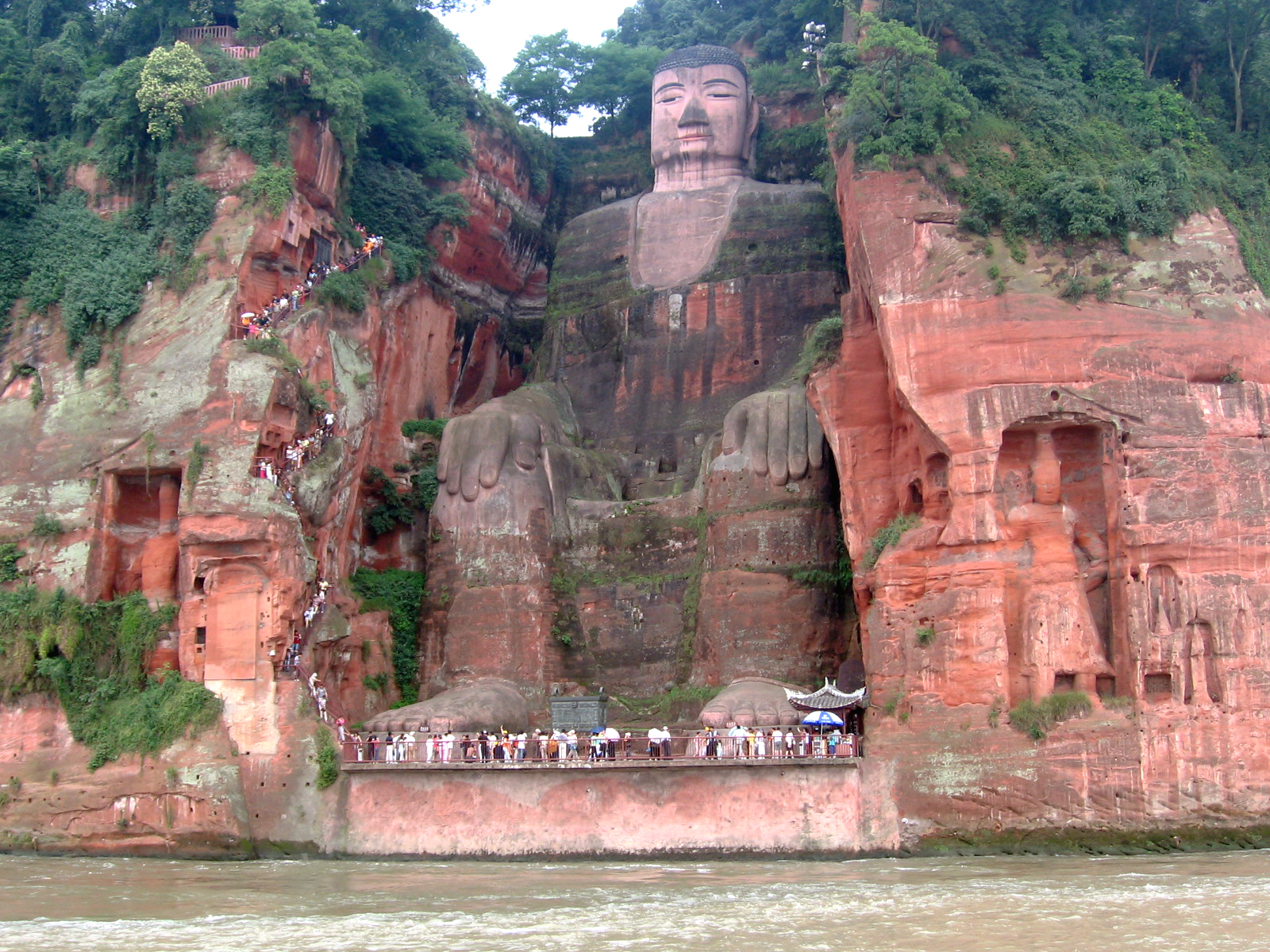
Lạc Sơn Đại Phật.

Tôn giáo tại Trung Quốc là một cái nôi và ngôi nhà của một loạt các tôn giáo lâu đời nhất, truyền thống triết học của thế giới. Nho giáo và Đạo giáo, sau đó được Phật giáo gia nhập, tạo thành "tam giáo" đã định hình văn hóa Trung Quốc. Không có ranh giới rõ ràng giữa các hệ thống tôn giáo đan xen này, chúng không tuyên bố là độc quyền và các yếu tố của mỗi tôn giáo phổ biến hoặc Tôn giáo dân gian Trung Hoa. Những nhà cai trị cổ đại của Trung Hoa đã tuyên truyền về thuyết Thiên mệnh và ảnh hưởng lớn đến các hoạt động tôn giáo truyền thống của Trung Quốc.
Đầu thế kỷ 20, các quan chức và trí thức có tư tưởng cải cách đã áp đặt tất cả các tôn giáo là "mê tín", và kể từ năm 1949, Trung Quốc được Đảng Cộng sản Trung Quốc nắm quyền, một tổ chức vô thần cấm các đảng viên thực hành tôn giáo khi còn đương chức. Trong đỉnh điểm của một loạt các chiến dịch chống lại các tôn giáo đã được tiến hành từ cuối thế kỷ 19, Cách mạng Văn hóa chống lại các thói quen, tư tưởng, phong tục và văn hóa cũ, kéo dài từ năm 1966 đến 1967, đã phá hủy hoặc buộc chúng chuyển sang hoạt động ngầm. Chính phủ chỉ chính thức công nhận năm tôn giáo: Phật giáo, Đạo giáo, Hồi giáo, Tin lành và Công giáo (mặc dù Giáo hội Công giáo Trung Quốc độc lập với Giáo hội Công giáo ở Rome). Vào đầu thế kỷ 21, ngày càng có sự công nhận chính thức của Nho giáo và tôn giáo dân gian Trung Quốc như là một phần của sự kế thừa văn hóa của Trung Quốc.
Dân gian hay tôn giáo phổ biến, hệ thống tín ngưỡng và thực hành phổ biến nhất, đã phát triển và thích nghi kể từ ít nhất là các triều đại Nhà Thương và Chu trong thiên niên kỷ thứ hai trước công nguyên. Các yếu tố cơ bản của một giải thích thần học và tâm linh cho bản chất của vũ trụ đã trở lại thời kỳ này và được xây dựng thêm trong thời kỳ Quân Chủ Chuyên Chế. Về cơ bản, tôn giáo Trung Quốc liên quan đến sự tôn thờ các vị thần, thường được dịch là "linh hồn", định nghĩa một loạt các vị thần thánh và bất tử. Đây có thể là những vị thần của môi trường tự nhiên hoặc nguyên tắc tổ tiên của các nhóm người, khái niệm về văn minh, anh hùng văn hóa, nhiều người trong số họ đặc trưng trong dân gian và lịch sử Trung Quốc. Triết học Nho giáo và thực hành tôn giáo bắt đầu sự tiến hóa lâu dài của họ trong thời Chu sau này; Đạo giáo thể chế hóa tôn giáo do nhà Hán phát triển; Phật giáo Trung Quốc trở nên phổ biến rộng rãi bởi triều đại nhà Đường, và để đáp lại các nhà tư tưởng Nho giáo đã phát triển các triết lý Nho giáo và các phong trào phổ biến của sự cứu rỗi và các giáo phái địa phương phát triển mạnh.
Kitô giáo và Hồi giáo đến Trung Quốc vào thế kỷ thứ 7. Kitô giáo đã không bén rễ tại Trung Quốc cho đến khi nó được giới thiệu lại vào thế kỷ 16 nhờ các nhà truyền giáo Dòng Tên. Vào đầu thế kỷ 20, các cộng đồng Kitô giáo đã phát triển, nhưng sau năm 1949, các nhà truyền giáo nước ngoài đã bị trục xuất, và các nhà thờ được đưa vào dưới các thể chế do chính phủ kiểm soát. Sau cuối những năm 1970, các quyền tự do tôn giáo cho các Kitô hữu được cải thiện và các nhóm tôn giáo Trung Quốc mới xuất hiện: Trung Quốc cũng thường được coi là ngôi nhà của chủ nghĩa nhân văn và thế tục, tư tưởng thế giới này bắt đầu từ thời Khổng Tử.
Bởi vì nhiều người, có lẽ hầu hết, người Hán không coi niềm tin và thực hành tâm linh của họ là một "tôn giáo" và trong mọi trường hợp không cảm thấy rằng họ phải thực hành bất kỳ một trong số họ, rất khó để thu thập số liệu thống kê rõ ràng và đáng tin cậy. Theo ý kiến học thuật, "đại đa số dân số hơn 1,4 tỷ người Trung Quốc" tham gia vào vũ trụ tôn giáo học Trung Quốc, các nghi lễ và lễ hội của lịch âm, không thuộc bất kỳ giáo lý thể chế nào. Các cuộc điều tra quốc gia được thực hiện vào đầu thế kỷ 21 ước tính rằng khoảng 80% dân số Trung Quốc, hơn một tỷ người, thực hành một số loại tôn giáo dân gian hoặc Đạo giáo của Trung Quốc: 10 đạo; 16% là Phật giáo; 2 đạo 3% là Kitô giáo; và 1 đạo; 2% là Hồi giáo. Các phong trào tôn giáo dân gian của sự cứu rỗi tạo thành 2 từ 3% đến 13% dân số, trong khi nhiều người trong tầng lớp trí thức tuân thủ Nho giáo như một bản sắc tôn giáo. Ngoài ra, các nhóm dân tộc thiểu số thực hành các tôn giáo đặc biệt, bao gồm Phật giáo Tây Tạng và Hồi giáo giữa các dân tộc như Hồi và Duy Ngô Nhĩ.